# Nahum Eitingon
Pour les articles homonymes, voir Eitingon.
Nahum Isaakovitch Eitingon, ou Naum Isaakovič Ejtingon (russe : Наум Исаакович Эйтингон, hébreu : נחום אייטינגון), aussi connu sous le nom de Leonid Aleksandrovitch Eitingon (russe : Леонид Александрович Эйтингон), né le 6 décembre 1899 à Chklow et mort le 3 mai 1981 à Moscou, est un agent des services de renseignements soviétiques (Tcheka, Guépéou puis NKVD). Il est entre autres connu pour avoir engagé Ramón Mercader qui deviendra l'assassin de Léon Trotski, en 1940.

## Biographie
Nahum Eitingon a fait un parcours classique de futur cadre du KGB, la Tcheka, l'Académie militaire de l'Armée rouge puis il a été envoyé en missions dans plusieurs pays, la Turquie, les États-Unis, etc. Il parlait plusieurs langues et est resté très influent dans le régime soviétique jusqu'à la vague antisémite de 1951. 
A cette date il est arrêté, torturé et accusé d'activités antisoviétiques. Libéré après la mort de Staline en 53, il est de nouveau incarcéré quelques mois plus tard après la chute de Beria, car considéré comme proche de ce dernier. Il sera libéré en 1964, après l'arrivée au pouvoir de Léonid Brejnev.
Il meurt en 1981, et sera réhabilité en 1992 par la Cour suprême russe, après la chute de l'Union Soviétique.